# Hammacher Schlemmer

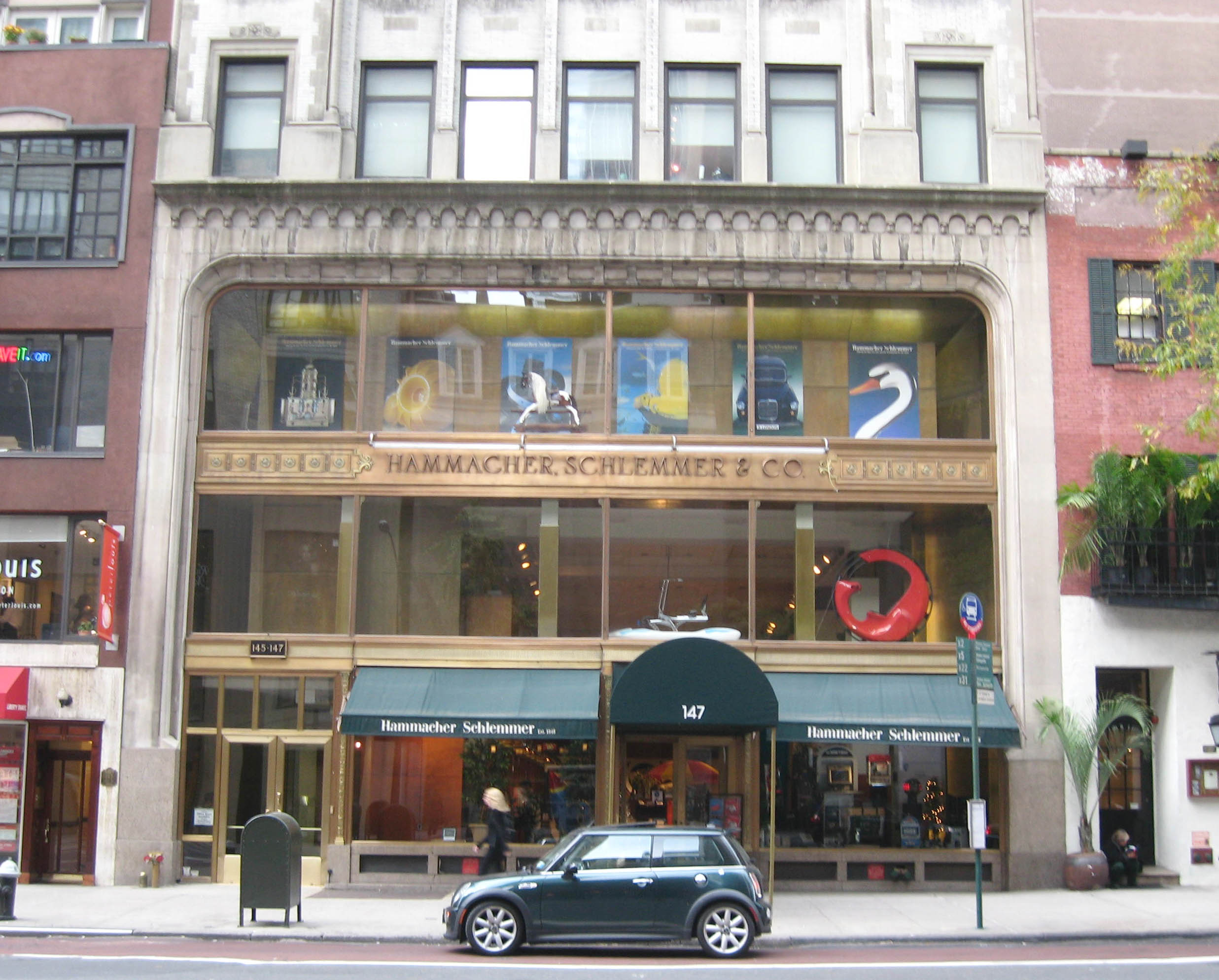
Tienda de Hammacher Schlemmer en 57th Street, Nueva York.

Hammacher Schlemmer es una compañía estadounidense de tiendas de retail y venta por catálogo fundada en 1848. La misma empresa señala poseer el catálogo de ventas más antiguo de los Estados Unidos que continúa publicándose, con una circulación anual de más de 30 millones de ejemplares.

## Historia
Hammacher Schlemmer comenzó como una ferretería especializada en herramientas sofisticadas en el distrito de Bowery en Nueva York. En manos de un solo propietario, William Tollner, se convirtió en una de las primeras ferreterías en el país. En 1853, el sobrino de Tollner, William Schlemmer, arribó desde Alemania y comenzó a trabajar en la tienda. En ese mismo tiempo un amigo de la familia, el alemán Alfred Hammacher, decidió invertir 5.000 dólares en la empresa.
A medida que la Guerra Civil se extendía a todo el país, se experimentó una reducción en la cantidad de monedas en Nueva York, haciendo casi imposible el comercio. En respuesta a esta escasez, el gobierno de los Estados Unidos permitió a los comerciantes fabricar sus propias monedas, conocidas como "fichas de la rebelión". La tienda, ya conocida como Hammacher & Tollner, comenzó a distribuir sus monedas de cobre hasta que la escasez finalizó.
Hacia 1867, William Schlemmer había adquirido las acciones de su tío en el negocio y se convirtió en socio de la empresa, que cambió su nombre a Hammacher & Co. En 1878, Hammacher & Co. estuvo entre las primeras compañías en instalar un teléfono en su tienda, así como uno de los primeros suscriptores del Directorio de la Bell Telephone Company. Hammacher Schlemmer fue también una de las primeras tiendas en el país en contar con iluminación eléctrica en su sala de venta.
En 1881 se imprimió y distribuyó por primera vez el catálogo de Hammacher Schlemmer, utilizando dicho nombre a partir de 1883. A finales del siglo XIX, la empresa se trasladó a oficinas más grandes en las afueras.
En 1899, la tienda inició su primer servicio de despachos por intermedio de automóviles, en un tiempo en el que sólo existían cerca de 600 de estos vehículos en Nueva York.
En 1912, Hammacher Schlemmer imprimió su catálogo más grande hasta la fecha, el cual contenía 1.112 páginas. Una edición de tapas duras está almacenada en la colección permanente del Instituto Smithsoniano. En 1926, Hammacher Schlemmer se trasladó a su actual ubicación, en 147 East 57th Street. Esta nueva locación colocó a la tienda cerca de los vecindarios residenciales más elegantes de Manhattan. Estos nuevos patrones buscaban artículos de lujo, por lo que las herramientas de trabajo fueron relegadas al subterráneo y los artículos esotéricos y artefactos extravagantes fueron añadidos a los anaqueles.
En la década de 1930 Hammacher Schlemmer inició su larga tradición de exhibir nuevos inventos en las páginas de su catálogo. Siendo sus primeras primicias el tostador eléctrico y la radio portátil en 1930, Hammacher Schlemmer ganó reputación sobre la base de la introducción de productos que eran los primeros de su tipo, que por lo general satisfacían necesidades del hogar.
En 1948, Hammacher Schlemmer celebró su centenario con la introducción de la primera plancha automática a vapor y la primera barredora eléctrica. Después de más de 100 años como una empresa familiar, Hammacher Schlemmer fue vendida en 1953 a un grupo de inversionistas y posteriormente pasó a manos de John Gerald.
En los años 60, Hammacher Schlemmer ofrecía productos que nunca habían estado disponibles para la venta a personas, incluyendo una bolera y taxis londinenses restaurados. Sin embargo, en los años 70 se retornó a la venta de extravagancias y artefactos de uso cotidiano.
En 1988, Hammacher Schlemmer se convirtió en una de las primeras tiendas en tener presencia en Internet gracias a CompuServe, el primer gran servicio comercial de internet en los Estados Unidos. En 1995, America Online construyó la tienda de Hammacher Schlemmer en Internet. En 1998 Hammacher Schlemmer lanzó oficialmente su propio sitio web, Hammacher.com.
Ese mismo año, Hammacher Schlemmer celebró su 150.º aniversario. Como tributo, el alcalde de Nueva York, Rudolph Giuliani, renombró la cuadra de 57th Street entre Lexington y la 3ª Avenida como "Hammacher Schlemmer Way".

## Cronología
| Año       | Acontecimiento                                                                                             |
| --------- | --- |
| 1862-1863 | Es una de las primeras compañías en usar monedas propias durante la Guerra Civil.                          |
| 1878      | Se convierte en uno de los primeros 271 suscriptores en el directorio de Bell Telephone en Nueva York.     |
| 1896      | Introduce la iluminación eléctrica en su sala de venta.                                                    |
| 1899      | Introduce el servicio de despachos por automóvil.                                                          |
| 1930      | Introduce el tostador eléctrico y la radio portátil.                                                       |
| 1931      | Publica su primer catálogo de implementos para el hogar.                                                   |
| 1934      | Introduce la afeitadora eléctrica y el procesador de alimentos eléctrico.                                  |
| 1935      | Miss Palmer se convierte en la primera vendedora de la tienda en 57th Street.                              |
| 1948      | Introduce la plancha automática eléctrica y la barredora eléctrica.                                        |
| 1955      | Presenta el primer cepillo de dientes eléctrico.                                                           |
| 1961      | Comercializa por primera vez carriles de bolos para hogares.                                               |
| 1968      | Introduce el "Telephone Valet" (primer contestador telefónico automático) y el horno microondas Radarange. |
| 1971      | Presenta el teléfono sin cuerdas.                                                                          |
| 1976      | Vende por primera vez el procesador de alimentos Cuisinart.                                                |
| 1977      | Publica su primer catálogo en color.                                                                       |
| 1994      | Presenta la primera máquina contestadora automática e identificador de llamadas.                           |
| 1998      | Comercializa su primer reproductor de discos compactos.                                                    |